# Flavius Aetius
Flavius Aetius (cca. 390, Durostorum - 21 septembrie 454, Ravenna) a fost un general roman aflat în slujba împăratului Imperiului Roman de Apus. A fost un comandat militar abil și cel mai influent om din jumătatea occidentală a Imperiului Roman pentru două decenii (433-454). Flavius Aetius s-a născut la Durostorum (Silistra de azi), fiind fiul lui Flavius Gaudentius (fostul magister equitum al împăratului Honorius). 
În tinerețe a fost ostatic la huni, Constantius fiind negociatorul cu aceștia, pentru eliberarea lui Aetius (c. 410-416).
În 428 (sau 431), Flavius Aetius îi învinge pe francii conduși de Chlodion, primul reprezentant al dinastiei merovingiene, stopându-le încercarea de a se extinde pe râul Somme. În 436, în alianță cu hunii, îi distruge pe burgunzi. În 451 pe Câmpiile Catalaunice, aliat cu vizigoții și francii, îl înfrânge pe rege hunilor, Attila.
În 454 din ordinul împăratului Valentinian al III-lea, Flavius Aetius este asasinat.
După asasinarea sa cronicile îl denumesc "ultimul roman", lupta de la Câmpiile Catalaunice fiind de altfel ultima mare bătălie câștigată de Imperiul Roman de Apus.

## Origini
Aetius s-a născut la Durostorum în provincia Moesia Inferior (în prezent Silistra, Bulgaria), în jurul anului 390. Tatăl său a fost Flavius Gaudentius, un cunoscut general roman cu origini scite, iar mama sa, al cărei nume este necunoscut, a fost femeie aristocrată cu origini italiene.

## Începutul carieriei sub Ioannes

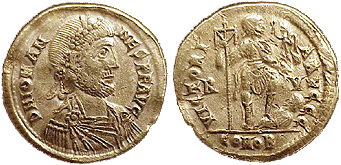
Ioannes pe un solidus.

Fiind băiat, Aetius a fost înscris în unitatea militară Protectores Domestici și apoi ridicat la funcția de tribuni praetoriani partis militaris. Între 405 și 408 el a fost ținut ca ostatic la curtea lui Alaric I, regele vizigoților. În 408 Alaric a cerut să-l păstreze pe Aetius ca ostatic, dar a fost refuzat, fiindcă Aetius a fost trimis la curtea lui Uldin, regele hunilor, unde va sta în mare parte din timpul domniei lui Octar, succesorul lui Uldin. Faptul că a crescut printre popoare militariste i-a conferit o cunoaștere a viitorilor săi dușmani, popoarele invadatoare.
În 423 împăratul occidental Honorius a murit. Cel mai influent om din Imperiul Roman de Apus, Castinus, l-a ales succesor pe Ioannes, un ofițer de rang înalt. Ioannes nu a fost un membru al dinastiei lui Teodosiu I și nu a primit recunoașterea curții răsăritene. Împăratul Teodosiu al II-lea a organizat o expediție militară în vest, condusă de Ardaburius și fiul său Aspar, pentru a-l numi pe vărul său, tânărul Valentinian al III-lea (care era un nepot al lui Honorius), pe tron. Aetius a intrat în serviciul lui Ioannes cu funcția de cura palatii și a fost trimis de să ceară ajutorul hunilor. Ioannes neavând o armată puternică, s-a fortificat în capitala sa, Ravenna, unde a fost ucis în vara anului 425. La scurt timp după aceea, Aetius s-a întors în Italia cu o mare forță a hunilor care a găsit puterea în mâinile lui Valentinian al III-lea și a mamei sale, Galla Placidia. După lupte împotriva armatei lui Aspar, Aetius a reușit să obțină un compromis cu Galla Placidia. I-a trimis înapoi pe huni, iar în schimb a obținut rangul de comes et magister militum per Gallias, comandantul-șef al armatei romane din Galia.

## Prima campanie din Galia
În 427, Aetius a ajuns în sudul Galiei, cu o armată de aproximativ 40.000 de soldați pentru a găsi Arelate, un oraș important din Septimania în apropiere de gura de vărsare a Ronului, sub asediul vizigoților conduși de Theodoric I. Aetius l-a învins pe Theodoric, a spart asediul orașului Arelate, și i-a împins pe vizigoți înapoi în Aquitania. În 428 a luptat împotriva francilor salieni, învingându-le regele, Chlodio și recuperând un teritoriu din zona Rinului. În 429 a fost ridicat la rangul de magister militum, probabil, Iunior ale celor două ranguri de magister militum praesentalis, ca Senior este cunoscut să fi fost patricianul Flavius Felix, cel mai influent om din acei ani, susținător al Gallei Placidia. În 430 vizigoții conduși de Anaolsus au atacat Arelate din nou, dar au fost învinși de către Aetius în bătălia de la Mons Colubrarius, încheând un tratat de pace.
În mai 430, Aetius l-a acuzat pe Felix de complot împotriva sa, iar el și soția sa au fost uciși. După moartea lui Felix, Aetius a fost, probabil, cel mai proeminent dintre magistri militum, chiar dacă el nu i-a fost încă acordat titlul de patrician. În timpul anilor 430 și 431 Aetius a fost în Raetia și Noricum, fiind atestat în orașul Vindelicia, unde a restabilit conducerea romană la frontiera Dunării și a organizat campanii împotriva iutungilor. În 431 s-a întors în Galia, fiind primit de Hydatius, episcop de Aquae Flaviae, care s-a plâns în legătură cu atacurile suebilor. În 432 Aetius îi învinge din nou pe franci, încheând pace cu ei, și s-a întors în Hispania împotriva suebilor.

## Războiul cu Bonifacius
În timp ce Aetius a fost în campanie în Galia, a existat o permanentă luptă pentru putere între Aetius , generalii Felix și Bonifacius, și mama împăratului Valentinian, Galla Placidia. După executarea lui Felix, Aetius și Bonifaciu au rămas cei mai influenți generali ai imperiului, luptând în mod constant pentru favoarea Placidiei. În timp ce 427 Bonifacius era departe ca guvernator (comes) al Africii, Aetius i-a cauzat căderea în dizgrația Placidiei. Bonifacius a revenit în cele din urmă în serviciu Placidiei, dar nu înainte să se revolte și să cauzeze pierderea a mare parte din Africa în fața vandalilor.
În 432 Bonifaciu a fost rechemat în Italia și primit cu căldură de către Placidia. Lui Bonifaciu i s-a conferit rangul de patrician, în timp ce Aetius era deposedat de comandă militară, care era primită de dușmanul său. Aetius, considerând căderea sa iminentă, a mărșăluit împotriva lui Bonifaciu, înfruntându-l în bătălia de la Rimini. Bonifaciu a câștigat bătălia, dar a fost rănit mortal, murind câteva luni mai târziu. Aetius a fugit în Dalmația și s-a refugiat la curtea prietenului său, Rugila, regele hunilor. Cu ajutorul lor a revenit la putere, a primit titlul de magister utriusque militiae, Sebastianus, fiul lui Bonifaciu, care i-a succedat tatălui său ca magister militum praesentalis, exilat la Constantinopol, a cumpărat proprietățile lui Bonifaciu și s-a căsătorit cu soția acestuia, Pelagia.

## Campaniile împotriva burgunzilor, vizigoților și bagaudae
În perioada 433 - 450, Aetius a fost personalitate dominantă din Imperiul Roman de Apus, obținând gradul de patrician (5 septembrie 435), și a jucat rolul de protector al Gallei Placidia și a lui Valentinian al III-lea, în timp ce împăratul era încă tânăr. În 436, burgunzii regelui Gunther au fost învinși și obligați să accepte pacea oferită Aetius, care, cu toate acestea, i-a trimis anul viitor pe huni pentru a-i distruge.
Tot în 436 Aetius a fost, probabil, în Armorica cu Litorius pentru a suprima o rebeliune a Bacaudae. În 437 a participat la al doilea consulat al său și la nunta dintre Valentinian și Licinia Eudoxia la Constantinopol, este probabil ca Aetius să fi participat la ceremonia care a marcat începutul conducerii directe a împăratului. Următorii doi ani au fost ocupați de o campanie împotriva suebilor și de războiul împotriva vizigoților, în 438 Aetius a câștigat o bătălie importantă, dar în 439 vizigoți l-a învins și ucis pe generalul său Litorius și foederati săi huni. Aetius a revenit în Galia după ce Vetericus a stabilizat situația, învingându-i și obținând un tratat. La întoarcerea sa în Italia, a fost onorat cu o statuie ridicată de către Senat și poporul Romei din ordinul împăratului. Aceasta a fost, probabil, o ocazie pentru panegiricului scris de Merobaudes.
În 443, Aetius i-a stabilit pe burgunzii rămași în Savoia, la sud de lacul Geneva. Preocuparea sa cea mai presantă în anii 440 a fost cu probleme din Galia și Iberia, în special cu Bagaudae. I-a stabilit pe alani în jurul Valencei și Orléansului.
Alanii s-au stabilit în Armorica unde au cauzat probleme în 447 și 448. Acesta a fost, probabil, urmată de un atac franc sub Clodio într-o regiune din apropriere de Arras, în Belgica Secunda, invadatorii au fost opriți aproape Vicus Helena, unde Aetius a regizat operațiunilor în timp ce comandantul său Maiorian (mai târziu împărat) a luptat cu cavaleria. Cu toate acestea, în 450 relația dintre Aetius și franci se îmbunează. În acel an, regele francilor a murit, iar Aetius a sprijinit cererea fiului său mai mic la tron, adoptând-l ca pe propriul fiu și trimițându-l de la Roma.

## Bătălia de la Câmpiile Catalaunice

Avansul hunilor în Galia și bătălia de pe Câmpiile Catalaunice.

Înainte de 449 Aetius a semnat un acord cu hunii, permițându-le să se stabilească în Pannonia, de-a lungul râului Sava; a trimis, de asemenea, la Attila, regele hunilor, un om numit Constantius, ca secretar. În 449, Attila a fost furios pentru un presupus furt al unei plăci de aur, iar Aetius i-a trimis o ambasadă condusă de Romulus să-l calmeze. Attila i-a trimis drept cadou un pitic, Zerco, pe care Aetius l-a oferit proprietarului său inițial, Aspar.
Cu toate acestea, bunii termeni dintre romani și huni nu au durat, deoarece Attila a vrut să atace Galia, dar știa că Aetius era un obstacol serios în calea dorințelor sale și a încercat să-l elimine, dar în 451, când hunii au atacat, Aetius a fost comandant al armatei romane din Galia, iar marea armată a hunilor deja capturase câteva orașe, iar acum asedia Orléans.
Când alanii care locuiau în regiune erau gata să se alăture lui Attila, Aetius, cu ajutorul influentului senator galo-roman, Avitus, i-a convins pe vizigoții regelui Theodoric I să i se alăture împotriva amenințării externe; de asemenea, a reușit să-l împiedice pe Sangiban, un posibil aliat al lui Attila, să se alăture a hunilor. Apoi, armata romano-vizigotă s-a mutat pentru a elibera orașul asediat Orléans, forțându-i pe huni să renunțe la asediu și să se retragă.
Pe 20 septembrie 451, Aetius și Theodoric l-au învins pe Attila și aliații săi în bătălia de pe Câmpiile Catalaunice. Theodoric a murit în luptă, iar Aetius a sugerat ca fiul său, Thorismund să ajungă rapid la Toulouse (capitala regatului vizigoților), pentru a-și asigura tronul; din acest motiv se spune că Aetius a păstrat toată prada pentru armata sa.
Attila a revenit în 452 pentru a-și asigura cererea sa de căsătorie cu Honoria; Aetius nu a luat măsurile de precauție necesare pentru a bloca trecerile alpine, iar Attila a invadat și devastat Italia, jefuind numeroase orașe și distrugând aproape complet Aquileia. Valentinian al III-lea a fugit de la Ravenna la Roma, Aetius a rămas însă pe poziție, dar nu avea puterea de a lupta împotriva hunilor. Gibbon, spune că Aetius și-a arătat genialitatea sa  în hărțuirea și încetinirea avansării lui Attila. Acesta, în cele din urmă, s-a oprit pe Pad, unde a întâlnit o ambasadă care îi includea pe prefectul Trigetius, pe fostul consul Avienus Gennadius și pe papa Leon I. Întâlnirea l-a convins să se retragă, fără să fi câștigat nici mâna Honoriei, nici teritoriile dorite de acesta.

## Asasinarea

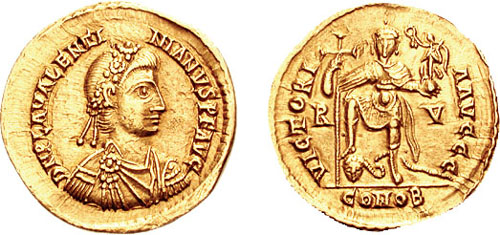
Solidus cu efigia lui Valentinian al III-lea.

Deși în 453 Aetius a fost în măsură să-și logodească fiul, Gaudentius, cu fiica lui Valentinian, Placidia, împăratul s-a simțit amenițat de Aetius, care l-a sprijinit o dată pe Ioannes împotriva sa și care considera că dorea să-și plaseze fiul pe tronul imperial. Prin urmare, senator roman Petronius Maximus și șambelanul Heraclius au fost capabili să se alăture alături de Valentinian într-un complot de asasinare a lui Aetius. La 21 septembrie 454, la Ravenna, Aetius a fost ucis de mâna lui Valentinian.
Maximus a așteptat să fie făcut patrician în locul lui Aetius, dar a fost oprit de către Heraclius. Cautând răzbunare, Maximus a aranjat ca doi prieteni huni ai lui Aetius, Optila și Thraustila, să-l asasineze atât pe Valentinian al III-lea și Heraclius. Pe 16 martie 455, Optila l-a înjunghiat pe împărat în templu. Împăratul uimit s-a întors pentru a vedea cine l-a lovit, Optila l-a omorât cu altă lovitură de sabie. Între timp, Thraustila cu un pas înainte l-a ucis pe Heraclius. Cei mai mulți dintre soldați în picioare au fost urmașii credincioși ai lui Aetius și nu au ridicat o mână pentru a-l salva pe împărat.